# HD63347
HD63347 — хімічно пекулярна зоря спектрального класу B8, що має видиму зоряну величину в смузі V приблизно  7,3.
Вона  розташована на відстані близько 581,4 світлових років від Сонця.

## Пекулярний хімічний склад
Зоряна атмосфера HD63347 має підвищений вміст 
Cr
.